# ميس صلب
ميس صلب (الاسم العلمي: Celtis rigida) هو نوع نباتي يتبع جنس الميس من فصيلة القنبية.